# ぴらのぱうるすあんどぱっきゃまらんど
ぴらのぱうるすあんどぱっきゃまらんどは主に沖縄を拠点に活動する女性アイドルグループ。2013年(平成25年)1月に結成。沖縄ご当地アイドルとして県内外でライブ、イベント、ラジオなどの活動をしている。メンバーはそれぞれモデルやCM出演など個別の活動もしている。

## 概要
- 2013年、沖縄発ご当地アイドルLucky Color'sの妹分ユニットとしてオーディションで選ばれたメンバーで結成された[2]。
- ぴらのぱうるすとぱっきゃまらんどの２つのユニットで構成されている。ぴらのぱうるすは「アイドル界の怪獣」、ぱっきゃまらんどは「何がおこるか分からない」楽しさをイメージして名づけられた[3]。
- 活動開始当初は年少組が ぴらのぱうるす、年長組が ぱっきゃまらんど だった[4]。その後メンバーの卒業もあり、初期メンバーの ぴらのぱうるす かな、つき2名のみで活動する時期を経て、2017年新メンバーが加入。ぱっきゃまらんど が年少組として復活した[5]。

## メンバー
ぴらのぱうるす
- かな ･･･リーダー [6]。2001年8月3日生（23歳）[7]。
- つき ･･･サブリーダー [6]。2001年11月12日生（23歳）[8]。

ぱっきゃまらんど
- きらら･･･2004年9月10日生（20歳）[9]。
- りの･････2005年11月10日生（19歳）

## 略歴

### 2013年
- １月　Lucky Color'sの妹分ユニットとしてオーディションで選ばれたメンバーで結成された6名で結成[5]。
- NHK連続ドラマ「あまちゃん」サポーターリアルGMT沖縄県代表となる[1]。

### 2017年
- 4月28日 4枚目のシングル「スタートダッシュ!」をリリース
- 6月18日 YATSUI FESTIVAL 2017 出演[10]。
- 7月21日 愛踊祭2017 九州・沖縄エリア代表決定戦に出場。結果3位[11]。
- 8月19日 サマーソニック2017　出演[12]。

### 2018年
- 11月3日 ライブ「沖縄ロコドルサミットその28」にて年内での解散を発表。
- 12月29日 単独ライブ「ぴらぱらの涙なんていらない！楽しく笑って終わりましょう」にて活動終了。

## 作品

### CD
- ぼりゅーむわん!（1stシングル）

収録曲
1. ミラクルクルデコレーション
2. あいすくりーむぽりす
- ぼりゅーむつー!（2ndシングル）

収録曲
1. はぴらき！
2. Go for it！
3. ほめられてのびるタイプのGirl
- VITAMIN KISS (3rdシングル　*ぴらのぱうるす 単独)

収録曲
1. VITAMIN KISS
- スタートダッシュ!(4thシングル）

収録曲
1. スタートダッシュ!!
2. NoW＆FoReVeR

## 出演

### ラジオ
- ぴらぱら学園　（2013年-2018年 オキラジ ※毎週金曜日18:00-18:30  FRESH配信、TwitCasting配信）[13]。